# تيد توماس (مجدف)
تيد توماس (بالإنجليزية: Evan David Thomas)‏ هو مجدف أسترالي، ولد في 23 يوليو 1894 في أديلايد في أستراليا، وتوفي في مارس 1943 في Berri, South Australia ‏ في أستراليا.

## وصلات خارجية
- تيد توماس على موقع الاتحاد الدولي للتجديف (الإنجليزية)
- تيد توماس على موقع أوليمبيديا (الإنجليزية)